# Maddalena Fagandini
Maddalena Fagandini (Londres, 30 de agosto de 1929 – Londres, 29 de noviembre de 2012) fue una música especializada en electrónica yu productora de televisión. Trabajó para la BBC a principios de la década de los 50 como parte del Servicio Italiano antes de formar parte del pionero Taller Radiofónico de la BBC en 1959. Su trabajo en el Taller Radiofónico implicó crear jingles y señales de intervalo, utilizando técnicas de música concreta para la radio y televisión de la BBC. En 1962 uno de sus señales de intervalo fueron reelaborados por George Martin, futuro productor de los Beatles y relanzado bajo el pseudónimo de Ray Cath "ode", como "Time Beat".
Maddalena Fagandini dejó el Taller en 1966, después de la introducción de sintetizadores, para establecerse como televisiva y directora, trabajando particularmente en el campo de la formación de lenguajes en la televisión. El primera la serie, Parliamo Italiano (1963) resultó de gran éxito. Le siguieron otras series, más alejadas en el tiempo, que a menudo relacionaban componentes de programas radiofónicos y televisivos, enseñando italiano (Conversazioni en 1977 y Buongiorno Italia en 1982/3), español (Dígame en 1978) y alemán (Kontakte en 1971 y Deutsch Direkt en 1985). Maddalena también produjo dos series televisivas, llamadas The Devil's Music (una exploración histórica de música de Blues americana negra), en 1976 y 1979, y una serie televisiva, titulada Mediterranean Cookery (1987).